# Incêndio no hospital de Bagdá
O incêndio no hospital de Bagdá ocorreu na noite de 24 para 25 de abril de 2021, no hospital Ibn al-Khatib em Bagdá, Iraque, deixou pelo menos 82 pessoas mortas e 110 feridas. O incêndio foi iniciado pela explosão dos tanques de oxigênio destinados aos pacientes com COVID-19. A falta de sistemas de detecção e supressão de incêndios contribuiu para a propagação do incêndio, e muitos morreram como resultado de terem seus ventiladores retirados numa tentativa de escapar do incêndio. O desastre levou a pedidos de responsabilização, e o Ministro da Saúde, Hassan al-Tamimi, foi suspenso pelo primeiro-ministro Mustafa Al-Kadhimi no dia seguinte.

## Antecedentes
A pandemia de COVID-19 colocou uma grande pressão sobre o Iraque. Até abril de 2021, mais de um milhão de casos haviam sido registrados no país, mais do que em qualquer outro país árabe. O público estava cético em relação às vacinas da COVID-19 e muitos estavam relutantes em usar máscaras durante a pandemia.
Ibn al-Khatib foi um dos três hospitais em Bagdá designados no início da pandemia pelo Ministério da Saúde do Iraque para tratar pacientes com COVID-19. O hospital atendia um dos bairros mais pobres de Bagdá, e um porta-voz do Ministério da Saúde afirmou que ele foi construído originalmente na década de 1950 e reformado no ano passado para tratar pacientes com coronavírus.
Pacientes em terapia intensiva no hospital receberam ventiladores para ajudar na respiração, e seriam difíceis de transportar em caso de incêndio.
A Comissão Europeia divulgou um relatório no início de 2021 alertando sobre o aumento do risco de incêndios em hospitais devido ao uso de oxigênio suplementar em enfermarias de tratamento de pacientes com coronavírus.

## Incêndio
Na noite de 24 de abril de 2021, ocorreu um acidente na unidade de terapia intensiva (UTI) do hospital que causou a explosão de um tanque de oxigênio. Fontes médicas disseram à Agence France-Presse que o acidente foi causado por "uma falha no armazenamento dos cilindros de oxigênio". Um médico relatou que a equipe havia tentado desligar o sistema central de oxigênio do hospital, mas os tanques de oxigênio já haviam começado a explodir. As explosões desencadearam um incêndio na UTI que se espalhou rapidamente por vários andares durante a noite. No momento do incêndio, acreditava-se que pelo menos 120 pacientes estavam hospitalizados, revelou um médico do hospital. O Major-general Khadhim Bohan, chefe da Defesa Civil do Iraque, afirmou que o hospital não tinha detectores de fumaça, nem sistema de rociador de incêndios, nem mangueiras de incêndio, e que o material inflamável usado no forro da UTI contribuiu para a velocidade com que o fogo se espalhou.
A UTI, reservada para os casos mais graves de coronavírus, contava com cerca de 30 pacientes e dezenas de familiares estavam em visita no momento. Uma testemunha, que estava visitando seu irmão no hospital, afirmou ter visto pessoas pulando das janelas e médicos pousando em carros para escapar do incêndio.
A Defesa Civil do Iraque afirmou que o fogo estava sob controle na madrugada de 25 de abril.

## Vítimas
Pelo menos 82 pessoas morreram em consequência do incêndio. O Alto Comissariado Iraquiano para os Direitos Humanos relatou que 28 das mortes foram pacientes com coronavírus em tratamento em enfermarias na UTI que tiveram que ser retirados seus ventiladores para escapar do fogo quando este atingiu sua enfermaria. Outros morreram por inalação de fumaça. De acordo com a associação farmacêutica do Iraque, pelo menos um farmacêutico estava entre as vítimas fatais. Pelo menos outras 110 pessoas ficaram feridas. Um repórter da Al Jazeera afirmou que o número de fatalidades provavelmente aumentará porque muitos dos feridos sofreram queimaduras graves.

## Consequências
Com um sistema de saúde já sobrecarregado pela infraestrutura deficiente e a pandemia de coronavírus, o incêndio, que foi atribuído à negligência muitas vezes associada à corrupção generalizada do governo, gerou raiva entre o público e levou a pedidos de responsabilização, incluindo exigências para a demissão de Hassan al-Tamimi, Ministro da Saúde. O governador de Bagdá, Mohammed Jaber, pediu ao Ministério da Saúde que estabeleça uma comissão para levar os responsáveis à justiça. Embora vários pacientes tenham sido realocados para outros hospitais, muitas famílias decidiram esperar fora do hospital depois que o incêndio foi extinto, na tentativa de procurar seus entes queridos.
Em 25 de abril, o primeiro-ministro Mustafa Al-Kadhimi realizou uma reunião de emergência na qual atribuiu o incêndio à negligência e ordenou às autoridades que relatassem os resultados de uma investigação "dentro de 24 horas". A Al Jazeera relatou que o anúncio da investigação não parou a ira das pessoas nas redes sociais, já que os iraquianos ouvem repetidamente sobre o governo declarar investigações, mas raramente veem alguém realmente sendo responsabilizado por suas ações ou a falta delas.
Al-Kadhimi também ordenou a detenção do chefe do hospital e do chefe do departamento de engenharia e manutenção, bem como a detenção e interrogatório do diretor de saúde da área de Bagdá onde o hospital estava localizado. Ele também suspendeu o governador de Bagdá, bem como o ministro da Saúde, Hassan al-Timini, e planejou questioná-los também. Kadhimi instruiu que a investigação seja concluída no prazo de cinco dias, bem como a apresentação de um relatório ao Conselho de Ministros, segundo a CNN.
No mesmo dia, Al-Kadhimi declarou um período de luto nacional de três dias. Ele também afirmou que os familiares de cada vítima receberiam 10 000 000 de IQD (5 700 euros em 2021).
Vários países em todo o mundo emitiram condolências ao povo do Iraque. O Papa Francisco também lamentou os mortos no incêndio no hospital de Bagdá, ao apelar aos fiéis para que dedicassem orações às vítimas.
Algumas equipes médicas, testemunhas e familiares que perderam seus entes queridos disseram que os extintores de incêndio não estavam funcionando. Eles criticaram o sistema de saúde iraquiano, que eles acreditam ter sido submetido a uma má administração por anos e agora já causou a morte de mais de 80 pessoas.